# Belgrave Heights
Belgrave Heights är en del av en befolkad plats i Australien. Den ligger i kommunen Yarra Ranges och delstaten Victoria, omkring 36 kilometer öster om delstatshuvudstaden Melbourne. Antalet invånare är 1 376.
Runt Belgrave Heights är det ganska glesbefolkat, med 40 invånare per kvadratkilometer.. Närmaste större samhälle är Berwick, omkring 13 kilometer söder om Belgrave Heights.
I omgivningarna runt Belgrave Heights växer i huvudsak städsegrön lövskog. Genomsnittlig årsnederbörd är 1 244 millimeter. Den regnigaste månaden är juli, med i genomsnitt 140 mm nederbörd, och den torraste är januari, med 49 mm nederbörd.